# Folk med ångest (TV-serie)
Folk med ångest är en svensk komediserie från 2021. Den är regisserad av Felix Herngren och är baserad på Fredrik Backmans roman med samma namn från 2019.
Serien hade premiär på streamingtjänsten Netflix den 29 december 2021.

## Handling
Ett gisslandrama pågår under en lägenhetsvisning, där en misslyckad bankrånare låser in sig med en överentusiastisk fastighetsmäklare, två bittra Ikea-missbrukare, en höggravid kvinna, en självmordsbenägen mångmiljonär och en kanin. Efter ett tag ger rånaren upp och släpper ut alla, men när polisen ska storma lägenheten är rånaren borta. Förhör med alla vittnen hålls för att reda ut vad som egentligen hände.

## Rollista
- Dan Ekborg – Jim
- Alfred Svensson – Jack
- Marika Lagercrantz – Anna-Lena
- Leif Andrée – Roger
- Anna Granath – Zarah
- Per Andersson – Lennart
- Lottie Ejebrant – Estelle
- Carla Sehn – Julia
- Petrina Solange – Ro
- Sofia Ledarp – Maria
- Sascha Zacharias – Liv
- Vera Herngren – Jill
- Hugo Gummeson – Unga Jack
- Hjalle Möller – Mannen på bron
- Shima Niavarani – Milou
- Anna Månsson – Cecilia
- Pontus Edgren – Lars
- Marie Agerhäll – Alice
- Alicia Sikström – Vera/Apan
- Elsa Fischer Levén – Anna/Grodan
- Elina Du Rietz – Linda
- Petter Holmqvist – Hyresvärden

## Inspelning
Serien spelades in 9-15 november 2020 på Marenplan samt i och runt centrala Södertälje.